# Zmowa pierwszych żon (film)
Zmowa pierwszych żon (tytuł oryg. The First Wives Club) – amerykański film komediowy z 1996 roku, nakręcony na podstawie powieści Olivii Goldsmith pod tym samym tytułem.
Film uchodzi za kultowy wśród kobiet w średnim wieku. Przez krytyków określony został mianem "komedii feministycznej".

## Fabuła
Trzy przyjaciółki ze szkolnej ławy − Brenda, Elise i Annie − spotykają się po dwudziestu siedmiu latach na pogrzebie swojej koleżanki Cynthii. Popełniła ona samobójstwo po tym, jak zobaczyła w gazecie, że jej były mąż, dla którego poświęciła swoje życie oraz kontakty biznesowo-towarzyskie, ożenił się z młodszą kobietą. Pozostałe kobiety też odkryły zdradę swoich partnerów − bogatych biznesmenów. Zawierają "zmowę pierwszych żon" i postanawiają się zemścić.

## Obsada
- Bette Midler jako Brenda Morelli-Cushman
- Goldie Hawn jako Elise Eliot-Atchinson
- Diane Keaton jako Annie MacDuggan-Paradis
- Maggie Smith jako Gunilla Garson Goldberg, wpływowa znajoma Elise
- Dan Hedaya jako Morton Cushman, mąż Brendy
- Sarah Jessica Parker jako Shelly Stewart, ex-dziewczyna Mortona
- Stockard Channing jako Cynthia Swann-Griffin, zmarła przyjaciółka kobiet
- James Naughton jako Gilbert Griffin, były mąż Cynthii
- Eileen Heckart jako Catherine MacDuggan, matka Annie
- Victor Garber jako Bill Atchison, były mąż Elise
- Stephen Collins jako Aaron Paradis, były mąż Annie
- Jennifer Dundas jako Chris Paradis, córka Aarona i Annie
- Elizabeth Berkley jako Phoebe LaVelle, niepełnoletnia dziewczyna Billa
- Marcia Gay Harden jako dr. Leslie Rosen, dziewczyna Aarona
- Heather Locklear jako pani Griffin, nowa żona Gilberta
- Ivana Trump jako ona sama

i inni

## Nagrody i nominacje
Oscary za rok 1996
- Najlepsza muzyka w komedii lub musicalu – Marc Shaiman (nominacja)

Nagroda Satelita 1996
- Najlepsza aktorka w komedii lub musicalu – Bette Midler (nominacja)
- Najlepsza aktorka drugoplanowa w komedii lub musicalu – Sarah Jessica Parker (nominacja)